# スタンリイ・G・ワインボウム
スタンリイ・グローマン・ワインボウム（Stanley Grauman Weinbaum、1902年4月4日 - 1935年12月14日）は、アメリカのSF作家。SF界における活動は短かったが、業界に大きな影響を与えた。SF処女作「火星のオデッセイ」 (A Martian Odyssey) は1934年7月に発表され、絶賛されて不朽の名作とされたが、それから18か月も経たないうちに肺がんのため死去した。

## 経歴
ワインボウムはケンタッキー州ルイビルに誕生、ミルウォーキーの学校に通った。大学はマディソンにあるウィスコンシン大学、当初の専攻は化学工学だったが、のちに英文学に転籍したものの、一般に信じられていることと異なり、未卒業である。一説ではワインボウムが友人の身代わりに試験を受けて、後日発覚したためという。1923年大学中退。
最もよく知られた作品はエポックメイキングなSF短編『火星のオデッセイ』（1934年）で、同書に登場するのが好意的でありながら、明らかに非人間的な異星人トウィール (Tweel)である 。これは彼のSF分野における処女作でもあった。それ以前（1933年）に、実は恋愛小説"The Lady Dences"（淑女の舞踏会）をキング・フィーチャズ・シンジケートに売却し、同社の新聞紙上で1934年初期に連載している。
アイザック・アシモフの言によれば『火星のオデッセイ』は完璧なキャンベル型SF小説だという。この小説が発表されたあとにジョン・W・キャンベルが登場する。実際トウィールはSF界でキャンベルの格言を満足する最初の生物だろう。キャンベルの格言とは「人間と同等かそれ以上に考えるが、人間のようでない生物を書け」。アシモフが常に言い続けたことは『火星のオデッセイ』は以後の全SF記述方法を変革した3指にはいる。『火星のオデッセイ』は"The Science Fiction Hall of Fame Volume One, 1929-1964"（SFの殿堂 第1巻 1929-1964) に収蔵された作品のなかで、アメリカSFファンタジー作家協会によって最高得票を得た最初の短編小説である。
ワインボウムの存命中に出版された作品は、ほとんどが『アスタウンディング』誌か『ワンダー・ストーリーズ』誌に掲載された。しかしながら初期の作品のいくつかは1930年代の同人誌『ファンタジー・マガジン』誌（のちの『サイエンス・フィクション・ダイジェスト』誌）や、1935年6月発行の『オート・バイオグラフィカル・スケッチ』などに見られる。一般に信じられていることと違い、ワインボウムは『サイエンス・フィクション・ダイジェスト』（＝『ファンタジー・マガジン』誌）に連載された作家共演型『コスモス』には投稿していない。実際に投稿したのは『ザ・チャレンジ・フロム・ビヨンド』、1935年9月の『ファンタジー・マガジン』誌である。
ワインボウムは死の直前、『踊りし三人』(Three Who Danced) という長編小説を執筆中だった。この小説では英国皇太子が米国の辺鄙な地方のダンス会場に予告なく訪れ、それぞれを異なる理由で選んだ三人の地元娘と踊る。予期せぬ注目を受けた結果、娘たちの運命は幸福や悲劇へと本来とは違う方向へ進んでしまう。
1993年、ワインボウムの未亡人マーガレット・ホートフ・ワインボウム・ケイ（1906年テキサス州ウェーコ生まれ）はペンシルベニア州フィラデルフィアにあるテンプル大学図書館に夫の資料を寄贈した。未出版原稿の中に『踊りし三人』などがあった。原稿のほとんどが恋愛小説で、ノンフィクションやフィクションも数編あったものの、すべて非SFだった。
短編"The Adaptive Ultimate"（極限適応) は1957年にマリ・ブランチャード、ジャック・ケリー、アルバート・デッカー他の出演で"She Devil"のタイトルで映画化された。テレビでもドラマ化され、『スタジオ・ワン』で"Kyra Zelas"という題名で1949年9月12日放映された。『極限適応』のラジオドラマ化は1950年代、"Escape"というアンソロジー形式の番組中で放送されたが、何らかの理由で原作者ワインボウムの名前は出ていない。
彼に敬意を表して火星のクレーターに名前が付けられている。2008年7月18日、コードウェイナー・スミス再発見賞を受けた。

## 惑星シリーズ
ワインボウムは惑星ものの短編を生前に9作書き、10作目にとりかかっていた（10作目は死後、妹のヘレン・ワインボウムが完結させた）。これらは全て一貫した太陽系で設定されており、1930年代の基準では科学的に正確であった。例えば、『火星のオデッセイ』と『夢の谷』に登場する鳥のような火星人は"Redemption Cairn"（贖罪の墓標) と"The Red Peri"（赤いペリ）でも言及されている。"Parasite Planet"（寄生惑星) と"The Lotus Eaters"（ハス食人）に登場する三つ眼の金星人 (Venusian trioptes) は"The Mad Moon"（狂った月）中にも言及がある。
ワインボウムの太陽系では当時最新の衝突仮説に従って、巨大ガス惑星が熱を放射しており、衛星を地球程度に十分暖めており、イオ、タイタン、天王星にも地球のような環境があるとした。火星もまた十分に地球的であり、希薄室内で訓練すれば補助装置なしで火星上を歩けるとした。

## ファン・マンダプーツ・シリーズ
三つの短編がディクソン・ウェルズを語り手にしている点で共通している。ディクソンは永遠の遊び人で、友人兼元恩師にして「新物理学」教授のハスケル・ファン・マンダプーツ（Haskel Van Manderpootz）の発明に翻弄される。マンダプーツ教授は極端に傲慢な天才、自らをアインシュタインと同等かそれ以上と評価している。"The Worlds of If"（もしもの世界）では「そうなったかもしれない」ものを見せる発明品が登場する。"The Ideal"（理想）では各人の理想を映すことのできる装置を教授が発明し、ディクソンは理想女性に出会う。"The Point of View"（観点）では他人の視点から世界を見ることができる発明が描かれる。三篇全てにおいて、ディクソンは夢にまで見た女性を発見するものの、ついには失う羽目になる。

## 作品一覧

### 長編
- The Lady Dances（淑女の舞踏会）キング・フィーチャーズ・シンジケート社1933年。本書はマージ・スタンリイ名義で出版。1934年初めに新聞連載された。
- The New Adam（新アダム）Ziff Davis 1939年
- The Black Flame（黒い炎）ファンタジープレス社1948年
- The Black Flame（黒い炎）完全復刻版、タキオン出版1997年ISBN 0-9648320-0-3　「ハードsf研究所」会報2019年10月号VOL.171に全訳・再録
- The Dark Other aka The Mad brain（黒の別人 別名 狂った脳）ファンタジー出版社1950年

### 短編
- A Martian Odyssey（火星のオデッセイ） ワンダー誌1934年7月号
- Valley of Dreams（夢の谷） ワンダー誌1934年11月号
- Flight on Titan（タイタン飛行） アスタウンディング誌1935年1月号
- Parasite Planet（寄生惑星） アスタウンディング誌1935年2月号
- The Lotus Eaters（ハス食人） アスタウンディング誌1935年4月号
- Pygmalion’s Spectacles（ピグマリオン劇場）ワンダー誌1935年6月号
- The Worlds of If（もしもの世界） ワンダー誌1935年8月号
- The Challenge From Beyond（彼方からの挑戦） ファンタジー・マガジン誌1935年9月号。本篇は作家共演型で、ワインボウムは巻頭の800語を執筆した。
- The Ideal（理想） ワンダー誌1935年9月号
- The Planet of Doubt（疑惑の惑星）アスタウンディング誌1935年10月号
- The Adaptive Ultimate（極限適応）アスタウンディング誌1935年11月号（ジョン・ジェッセル名義）
- The Red Peri（赤いペリ）アスタウンディング誌1935年11月号
- The Mad Moon（狂った月）アスタウンディング誌1935年12月号

#### 死後出版
- The Point of View（観点） ワンダー誌1936年1月号
- Smothered Seas（窒息海）  ワンダー誌1936年1月号
- Yellow Slaves（黄色い奴隷） トルー・ギャング・ライフ誌1936年2月号（ラルフ・ミルン・ファーリィことロジャー・シャーマン・ホアーと共作）
- Redemption Cairn（贖罪の石塚）アスタウンディング誌1936年3月号
- The circle of Zero（ゼロの環）スリリング・ワンダー誌1936年8月号
- Proteus Island（プロテウス島）アスタウンディング誌1936年8月号
- Graph （グラフ） ファンタジー・マガジン誌1936年9月号
- The Brink of Infinity（無窮の淵） スリリング・ワンダー誌1936年12月号
- Shifting Seas（移動海） アメージング誌1937年4月号
- Revolution of 1950（1950年革命）アメージング誌1938年10月～11月号（ラルフ・ミルン・ファーリィことロジャー・シャーマン・ホアーと共作）
- Tidal Moon（干満月）スリリング・ワンダー誌1938年12月号（妹のヘレン・ワインボウムとの共作）
- The Black Flame（黒い炎）スタートリング誌1939年1月号
- Dawn of Flame（炎の黎明）スリリング・ワンダー誌1939年6月号
- Green Glow of Death（死の緑火） クラック・ディテクティブ・アンド・ミステリー・ストリーズ誌1957年7月号
- The King's Watch（王の時計）没後出版社1994年（この小説はクラック・ディテクティブ・アンド・ミステリー・ストリーズ誌1957年7月号に発表されたThe Green Glow of Deathの改編版）

### 小説と詩をまとめたもの
- The Best of Stanley G. Weinbaum, Ballantine, 1974
- Lunaria and Other Poems, The Strange Publishing Company 1988
- The Black Heart, Leonaur Publishing, 2006
- Dawn of Flame: The Stanley G. Weinbaum Memorial Volume, Conrad H. Ruppert, 1936
- Interplanetary Odysseys, Leonaur Publishing, 2006
- A Martian Odyssey and Other Science Fiction Tales, Hyperion Press, 1974
- A Martian Odyssey and Others, Fantasy Press, 1949
- A Martian Odyssey and Other Classics of Science Fiction, Lancer, 1962
- Other Earths, Leonaur Publishing, 2006
- The Red Peri, Fantasy Press, 1952
- Strange Genius, Leonaur Publishing, 2006